# Vladimír Sládeček
Vladimír Sládeček (* 13. května 1954 Karlovy Vary) je český právník specializující se na oblast správního práva, v letech 2013 až 2023 soudce Ústavního soudu ČR. Působí na katedře správního práva a správní vědy Právnické fakulty Univerzity Palackého v Olomouci, jejímž byl vedoucím. Do svého emeritování v roce 2024 působil i na katedře správního práva a správní vědy Právnické fakulty Univerzity Karlovy v Praze.

## Život
V roce 1979 absolvoval Právnickou fakultu Univerzity Karlovy, kde také o rok později složil rigorózní zkoušku. Mezi roky 1979–1983 pracoval na Úřadu pro vynálezy a objevy, poté přešel do Ústavu státní správy, kde se zabýval především legislativním procesem a otázkami souvisejícími s tvorbou práva. V roce 1990 se stal odborným konzultantem v Kanceláři Federálního shromáždění, kde se podílel na novelizacích tehdejší Ústavy a přípravě Listiny základních práv a svobod. Po roce 1991 působil na Právnické fakultě Univerzity Karlovy a Právnické fakultě Univerzity Palackého. V letech 1993–2002 byl také asistentem ústavního soudce Vladimíra Paula.
V roce 2013 prezident Miloš Zeman sdělil, že jej hodlá se souhlasem Senátu jmenovat soudcem Ústavního soudu. Senát se jmenováním souhlas vyslovil a prezident jej 4. června ústavním soudcem jmenoval. Mandát ústavního soudce mu vypršel 4. června 2023.
V roce 2024 ukončil své působení na pražské právnické fakultě. Nadále působí jako profesor na Právnické fakultě Univerzity Palackého v Olomouci. 